# Đèo Văn Trị

Chân dung chúa Thái Đèo Văn Trị

Đèo Văn Trị (刁文持, 1849-1908), tên Thái là Cầm Oum, là thủ lĩnh người Thái Trắng, từng tham gia chống Pháp cuối thế kỷ 19 và sau đó hợp tác với người Pháp.

## Thân thế
Đèo Văn Trị là con trai cả của Đèo Văn Sinh (tức Cầm Sinh), quê ở bản Nậm Dòn, xã Nậm Hàng, huyện Nậm Nhùn, tỉnh Lai Châu. Từ năm 1869, Đèo Văn Sinh giành được quyền cai quản vùng Sipsong Chuthai (mười hai xứ Thái) bên bờ tây sông Đà, nay là Lai Châu, Điện Biên.

## Sự nghiệp
Đèo Văn Trị, hay Đèo Văn Trí, Đèo Văn Tri, Điêu Văn Trì, từ khi mới 16 tuổi đã theo cha đi đánh người Shan xâm lấn đất đai. Để thưởng công, triều đình Huế phong cho ông và cha làm quan đạo cai quản vùng Lai Châu, Điện Biên và Tuần Giáo.
Tháng 7 năm 1885, Tôn Thất Thuyết chỉ huy quân đánh úp quân Pháp tại Huế nhưng thất bại. Vua Hàm Nghi và Tôn Thất Thuyết phải trốn sang Cam Lộ và ra hịch Cần Vương kêu gọi dân chúng nổi dậy. Để hưởng ứng, Đèo Văn Trị lãnh đạo các sắc dân thiểu số nổi dậy chống Pháp, đặt căn cứ ở Bình Lư (vùng đất đang tranh chấp giữa Đèo Văn Trị và Quang Phong), một vị trí chiến lược quan trọng án ngữ trên đường Lào Cai - Lai Châu và Phong Thổ (Lai Châu) đi Than Uyên (Lai Châu). Đèo Văn Trị liên kết với Nguyễn Văn Giáp và Ngô Quang Bích (còn gọi là Nguyễn Quang Bích) chống Pháp, còn Quang Phong hợp tác với Pháp.
Tháng 4 năm 1886, một toán quân Pháp do Trung uý Aymerich chỉ huy tấn công vào Tân Uyên, quân khởi nghĩa rút về Bình Lư. Tới tháng 11 năm 1886, 500 quân Pháp do quan ba Olivier và Quang Phong chỉ huy đánh vào Bình Lư, nghĩa quân phải rút về Mường Bo. Tuy quân Pháp chiến thắng, nhưng họ cũng bị thiệt hại nặng, 31 quân Pháp trong đó có trung úy Aymerich tử trận.
Tháng 1 năm 1887, thiếu tá Pelletier chỉ huy một cánh quân đánh vào Mường Bo, quân khởi nghĩa rút về Sa Pa. Tháng 2 năm 1887, quân Pháp truy kích đến Sa Pa, nghĩa quân rút về Lai Châu rồi từ đó hoạt động chống Pháp ở địa bàn Sơn La và Lai Châu. Trên đường mang quân truy quét Đèo Văn Trị, thiếu tá Pelletier đánh chiếm huyện Phong Thổ và dùng nơi đây làm căn cứ hành quân trong vùng Bảo Hà và Bình Liêu. Tháng 3 năm 1887, quân Pháp chiếm huyện Bát Xát và xây thành đồn Bát Xát

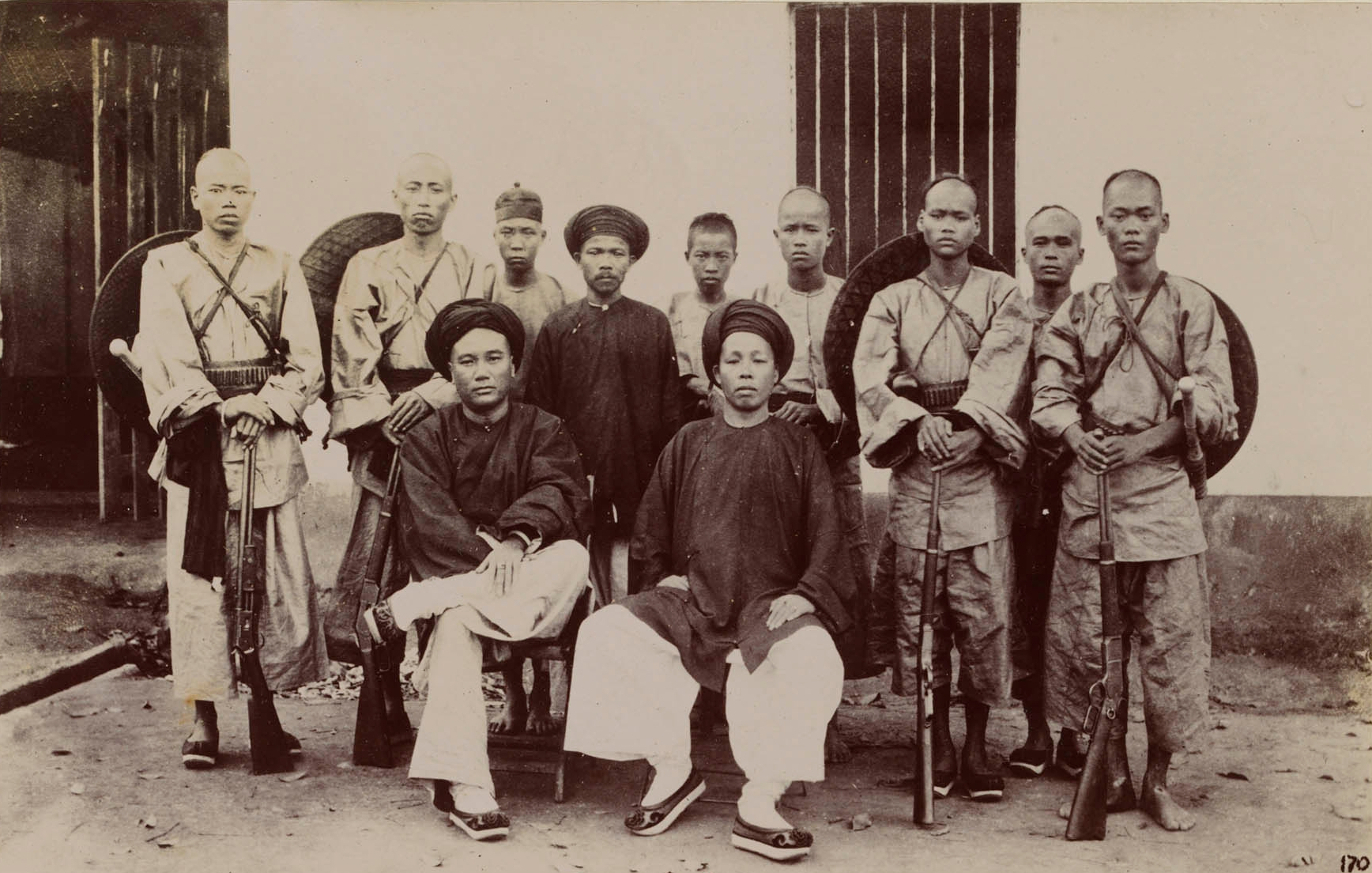
Đèo Văn Trị (trái) với Kam Doi (phải) và Quân cờ đen, 1890

Trong khi ở Bắc Kỳ bị quân Pháp đánh chiếm thì bên Lào, người Xiêm mở cuộc càn quét xứ chư hầu Lão Qua. Tướng Xiêm là Chamun Waiworanat kéo quân chiếm lấy kinh đô Luang Prabang rồi đánh tràn lên Sầm Nưa và Sipsong Chuthai, bắt được mấy người con của Cầm Sinh làm con tin rồi rút quân về Xiêm. Cầm Sinh hay tin giận lắm, phái con là Đèo Văn Trị đánh sang Lào để trả thù.
Tháng 7 năm 1887, cùng 600 thuộc hạ và Quân cờ đen, Đèo Văn Trị đánh được Luang Prabang, sai đốt phá phố xá, giết chết phó vương Souvanna Phouma, khiến viên ủy viên Xiêm cùng đạo quân Xiêm đồn trú chạy trốn. Vua Lào là Oun Kham của Vương quốc Luang Prabang và Auguste Pavie, lúc bấy giờ đang cùng phái đoàn đi thám hiểm vùng Thượng Lào cũng phải bỏ chạy, xuôi sông Mêkông về đến Pak Lay (tỉnh Xayabury). Sự việc này là động lực trực tiếp khiến Luang Prabang bỏ Xiêm và báo cho Pavie, muốn Pháp bảo hộ.
Do bị truy quét gắt gao, cộng với mâu thuẫn với Tôn Thất Thuyết (vì Tôn Thất Thuyết định mưu sát ông để giữ bí mật trên đường trốn sang Trung Quốc), nên gia đình Đèo Văn Trị khuyên ông đầu thú quân Pháp. Hơn nữa Pavie đã vận động với triều đình Xiêm thả anh em của Trị nên năm 1888 Đèo Văn Trị chấp thuận đầu hàng và mở đường cho quân Pháp tiến vào vùng Mường Thanh. Để bảo đảm cho sự hợp tác lâu dài của Đèo Văn Trị, người Pháp khôi phục quyền cai trị cha truyền con nối tại vùng đất Sipsong Chuthai bên bờ sông Đà cho ông, và còn nâng ông lên địa vị "Chúa Thái". Trên thực tế, việc này đồng nghĩa với việc người Pháp chấp thuận để xứ Thái được quyền tự trị hạn chế trong Đông Dương thuộc Pháp.
Sau khi mất năm 1908, Đèo Văn Trị được kế nghiệp bởi con cả là Đèo Văn Kháng, rồi sau này là Đèo Văn Long (sinh năm 1890).